# Еберхард IV (граф на Вюртемберг)
Еберхард IV фон Вюртемберг „Младия“ (на немски: Eberhard IV von Württemberg „der Jüngere“; * 23 август 1388; † 2 юли 1419, Вайблинген) от Дом Вюртемберг, е граф на Вюртемберг от 1417 до 1419 г. и граф на Монбеляр от 1409 г.

## Живот
Той е единственият син на граф Еберхард III († 1417) и първата му съпруга Антония Висконти († 1405), дъщеря на Бернабо Висконти, владетелят на Милано.
Еберхард III е сгоден на 13 ноември 1397 г. и се жени най-късно през 1407 г. за графиня Хенриета фон Мьомпелгард, дъщеря и наследничка на граф Хайнрих II фон Мьомпелгард († 1396), който е убит от турците при Никопол.
Еберхард IV участва от 1407 г. активно в управлението на страната. От 1409 г. той управлява заедно с Хенриета Графство Монбеляр. След смъртта на баща му на 16 май 1417 г. той поема управлението в цял Вюртемберг. При неговата смърт на 2 юли 1419 г. неговите двама сина, по-късните графове Лудвиг I и Улрих V, са още на седем и шест години. Затова е поставено опекунско правителство от Хенриета и 32 вюртембергски съветници.

## Деца
Еберхард има с Хенриета дьо Монбеляр (* 1384/1391, † 14 февруари 1444) децата:
- Анна (1408 – 1471), ∞ 1422 за Филип I (* 1402, † 1479), граф на Катценелнбоген, разведени през 1456 г.
- Лудвиг I (1412 – 1450)
- Улрих V „Многообичания“ (1413 – 1480)

Еберхард има с любовницата си Агнес фон Дагерсхайм още няколко деца:
- Антония фон Дагерсхайм, ∞ Конрад Лихер, канцлер в Щутгарт
- няколко други деца
- Анна фон Дагерсхайм, ∞ Ханс Ферг, наричан Фергенханс, служител в двора на Урах